# Spilosoma canescens
Spilosoma canescens är en fjärilsart som beskrevs av Butler 1875. Spilosoma canescens ingår i släktet Spilosoma och familjen björnspinnare. Inga underarter finns listade i Catalogue of Life.

## Bildgalleri

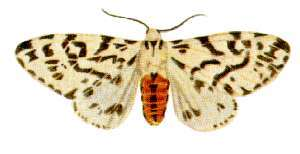
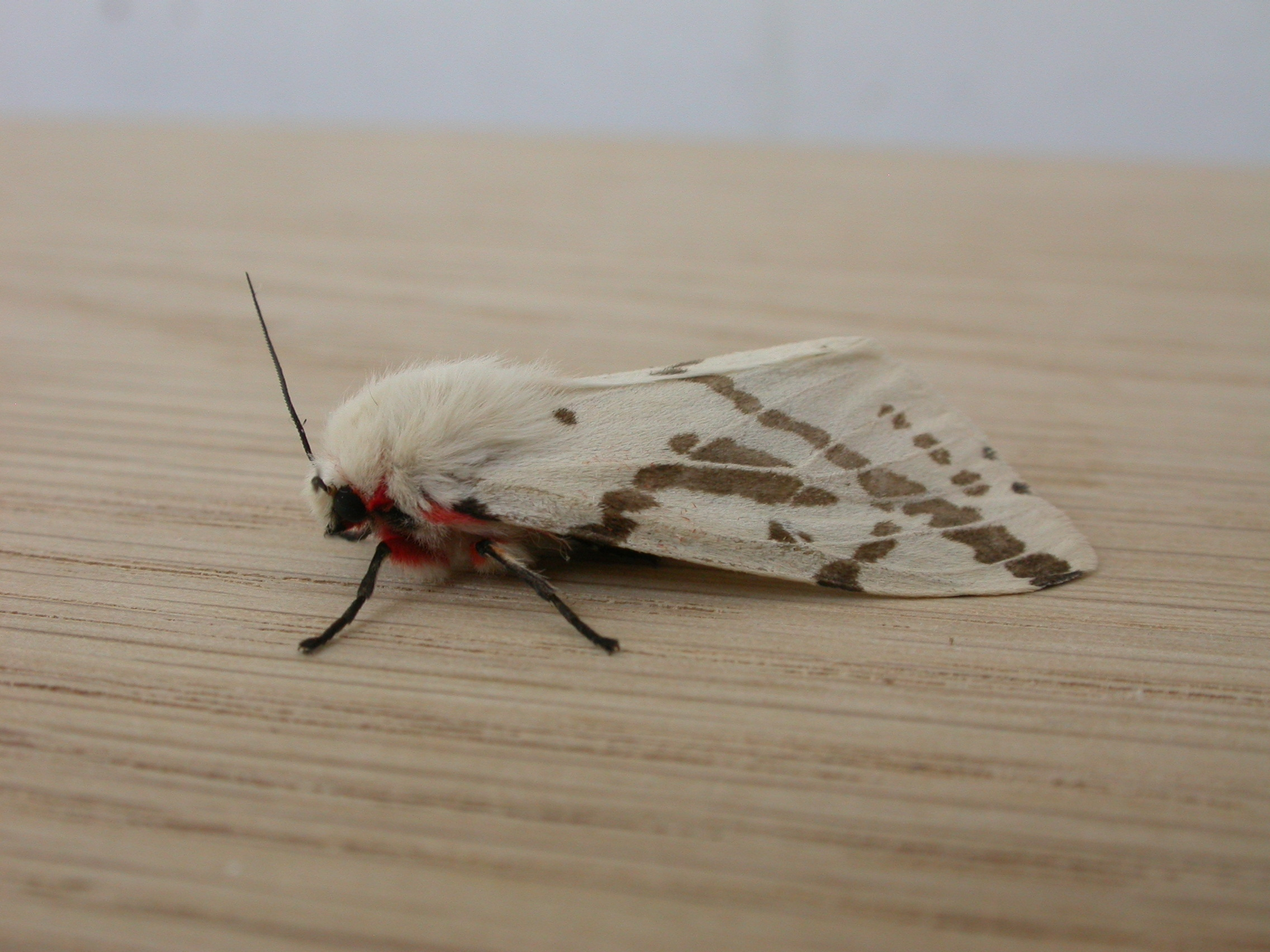
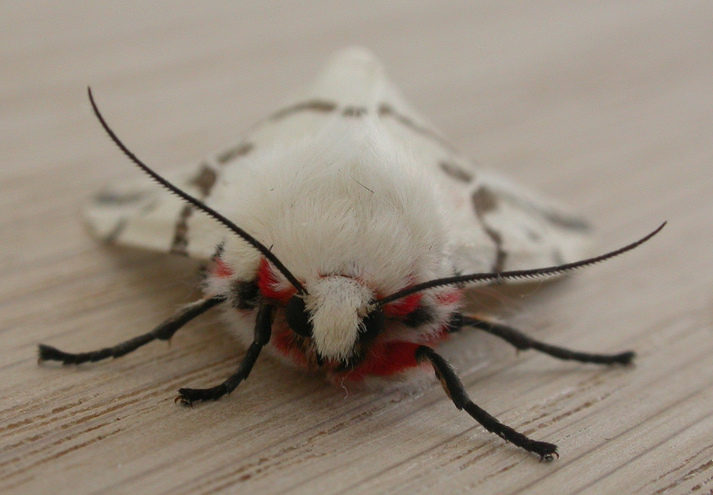
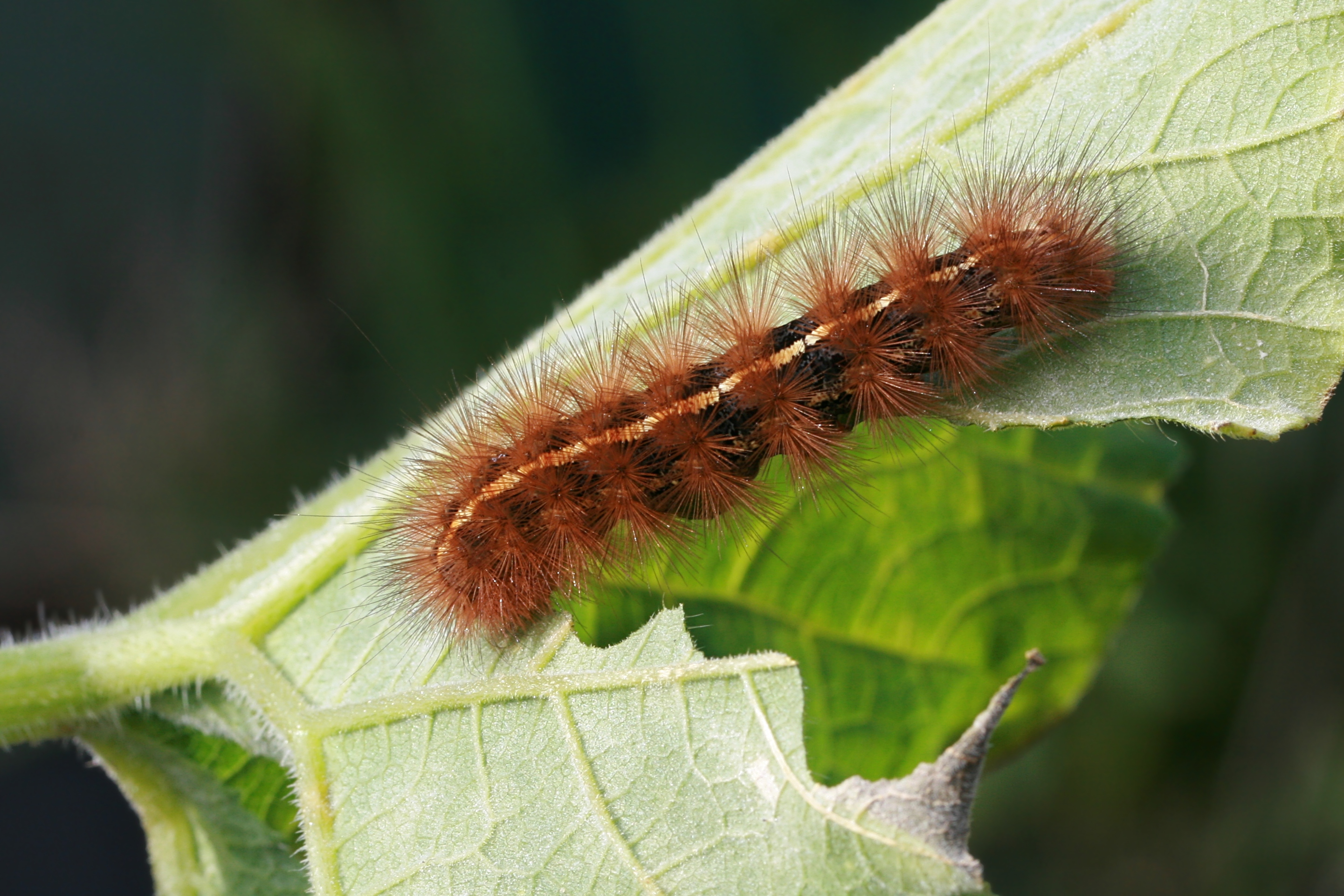